# Drozdov (district de Beroun)
Pour les articles homonymes, voir Drozdov.
Drozdov (en allemand : Drosdow) est une commune du district de Beroun, dans la région de Bohême-Centrale, en République tchèque. Sa population s'élevait à 776 habitants en 2020.

## Géographie
Drozdov se trouve à 5 km à l'ouest-sud-ouest de Žebrák, à 22 km au sud-ouest de Beroun et à 49 km au sud-ouest de Prague.
La commune est limitée par Bzová au nord, par Točník et Žebrák à l'est, par Záluží et Cerhovice au sud, et par Líšná à l'ouest.

## Histoire
La première mention écrite de la localité date de 1368.